# قمری معمولی

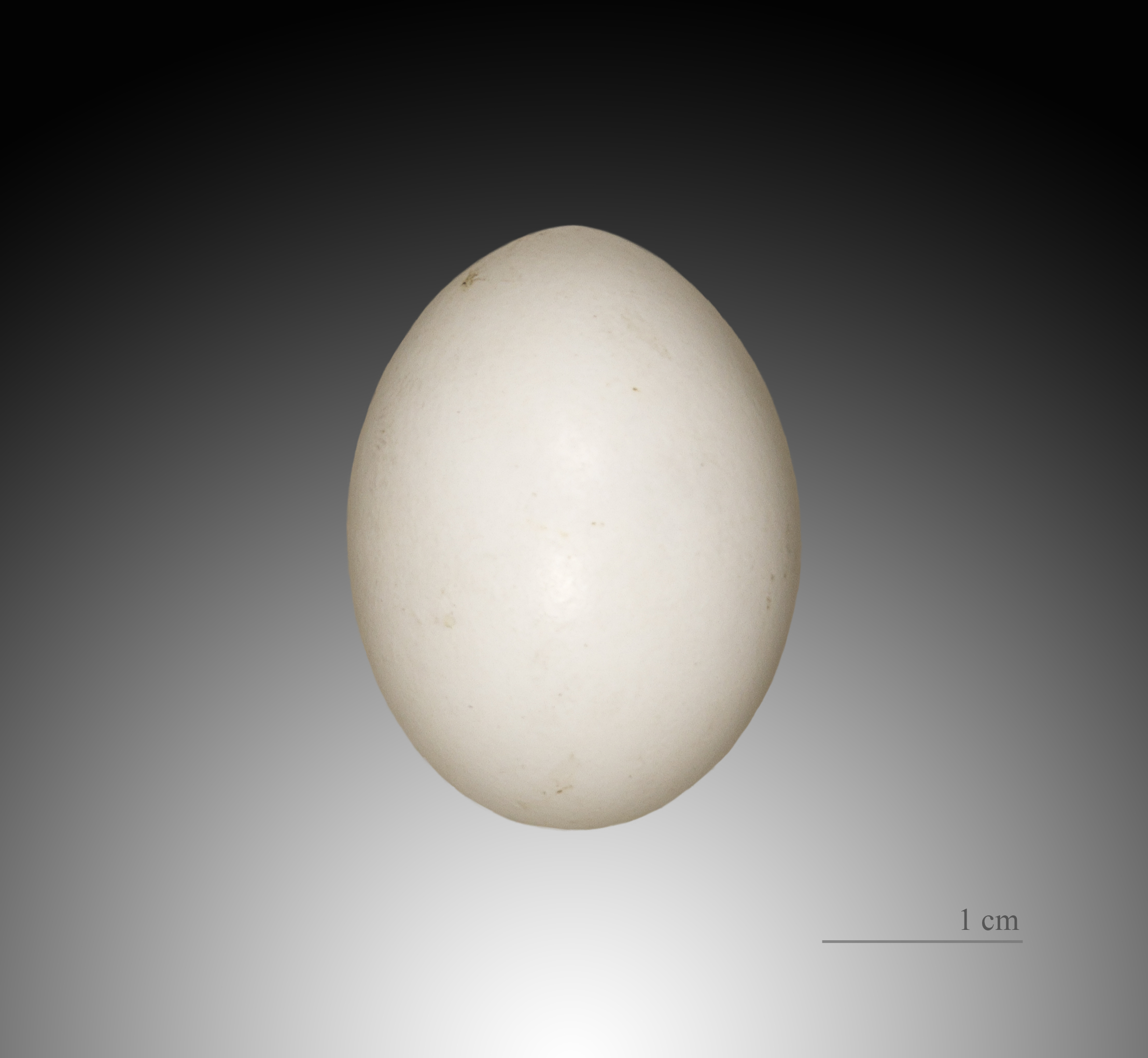
Streptopelia turtur turtur

قُمری اروپایی یا قُمری معمولی (نام علمی:Streptopelia turtur) پرنده‌ای از راستهٔ کبوترسانان و خانوادهٔ کبوتران است.
این پرنده بومی اروپا، آسیا و شمال آفریقا است.
پرنده‌ای خوش‌آواز به طول ۲۷ سانتی‌متر با بدنی کمابیش لاغر و دم سیاه، با کناره‌های دم سفید که شاهپرهای آن رفته‌رفته از وسط به کنار کوتاه‌تر است. سطح پشتی قمری به رنگ خرمایی مایل به خاکی است که با پرهایی در وسط آن‌ها سیاه است، و در کنار گردنش لکه‌ای مرکب از رگه‌های سفید و سیاه یا رنگارنگ و گلو سینه‌اش تقریباً صورتی است. پرندهٔ نابالغ لکه‌های کنار گردن ناحیه گلو و سینه رنگ تقریباً صورتی ندارد. پرندهٔ قمری جفت‌جفت یا به صورت گله‌های کوچک دیده می‌شود. پرواز تند و مستقیم و حرکت بال آن با تکان‌های شدید همراه است.